# Палата представників Кіпру
Палата представників Кіпру (грец. Βουλή των Αντιπροσώπων; тур. Temsilciler Meclisi) — однопалатний представницький і законодавчий орган (парламент) Республіки Кіпр.

## Склад
До складу парламенту входять 59 депутатів, що обираються на п'ятирічний термін.
- 56 депутатів обираються пропорційним голосуванням за партійними списками.
- 3 мандати гарантовані для наступних меншин: мароніти, католики і вірмени.
- 24 мандати зарезервовані за турецькою громадою Кіпру, яка не бере участі в політичному житті республіки з 1974 року.

Останні вибори відбулися 30 травня 2021 року.